# Diane Pernet
Diane Pernet (Washington, 8 ottobre ...) è una giornalista, fotografa, blogger e talent scout di moda statunitense residente a Parigi.

## Biografia
Inizia la sua carriera nella moda come stilista e costumista negli anni ottanta, a New York, dove per 13 anni lavorerà ad un marchio che porta il suo nome.
Trasferitasi a Parigi collabora ai celeberrimi portali di moda Elle.com e Vogue.fr per poi approdare al cinema in “Prët-à-porter” di Robert Altman e “La nona porta” di Roman Polański.
È creatrice del festival ASVOFF (A Shaded View on Fashion Film), il primo festival annuale al mondo ad occuparsi dei cortometraggi di moda, che trova sede al Centre d'Art Georges Poumpidou a Parigi e che viaggia per altre edizioni minori in città come Barcellona, Milano, Tokyo. Fonda anche il blog di moda ASVOF (A Shaded View on Fashion), che trae il nome dai suoi iconici occhiali da sole neri (in inglese "shades") firmati Alain Mikli, e che si occupa di promuovere stilisti, registi e artisti pressappoco sconosciuti, oltre ad essere un blog personale della Pernet. Cura nel 2010 CineOpera, una serie di film del regista Michael Nyman in Corso Como ed una mostra di arte e moda al New York Art Fair. Ha collaborato come co-curatrice al festival di Moda e Fotografia a Santiago di Compostela nel 2007 e nel 2008 viene invitata dal Metropolitan Museum di New York, dove il suo blog viene riconosciuto come uno dei 3 blog di moda più influenti nel settore. Dal 2007 è co-direttrice di ZOO magazine.